# 916년

## 연호
- 후량(後梁) 정명(貞明) 2년
- 요(遼) 신책(神冊) 원년
- 후백제(後百濟) 정개(政開) 17년
- 태봉(泰封) 정개(政開) 3년
- 일본(日本) 엔기(延喜) 16년
- 전촉(前蜀) 통정(通正) 원년

## 기년
- 후량(後梁) 말제(末帝) 4년
- 요(遼) 태조(太祖) 10년
- 신라(新羅) 신덕왕(神德王) 5년
- 후백제(後百濟) 견훤(甄萱) 정개 25년
- 태봉(泰封) 궁예(弓裔) 22년
- 발해(渤海) 대인선(大諲譔) 11년

## 사건
- 거란, 야율아보기가 칭제건원함.
- 견훤, 대야성 전투에서 대패함.

## 사망
- 후백제(後百濟)의 무신(武臣) 추허조(鄒許祖)